# Ropret
Ropret je priimek več znanih Slovencev:
- Aja Ropret Homar, ekonomistka (turizem)
- Alenka Ropret, prevajalka
- Anže Ropret (*1989), hokejist
- Bojan Ropret (*1957), kolesar
- Dragica Ropret Žumer, kamišibajkarka
- Franc Ropret (1878—1952), podobar
- Franjo Ropret, glasbeni pedagog (Jesenice)
- Gregor Ropret (*1989), odbojkar
- Janko Ropret (*1951), radijski voditelj in zabavnoglasbeni pevec
- Luka Ropret, glasbenik instrumentalist (brenkala)
- Marko Ropret, ekonomist, menedžer ? doc.dr.
- Metod Ropret, športni delavec (preds. odbojkarske zveze), državni svetnik
- Nejc Ropret (*1981), igralec